# Marcel Ehmann
Marcel Ehmann (* 21. Februar 1974 in Aschaffenburg) ist ein deutscher Moderator, Sänger, Schauspieler und Synchronsprecher. 

## Leben
Nach seinem Abitur 1993 am Friedrich-Dessauer-Gymnasium Aschaffenburg, Zivildienst beim Roten Kreuz und zwei Semester Betriebswirtschaftslehre an der Julius-Maximilians-Universität Würzburg begann Ehmann 1998 beim Radiosender Primavera aus Aschaffenburg als Moderator, wo er bis 2006 seine Show Ehmann macht mehr an hatte, aktuell ist er wieder bei Primavera. 2006 bis 2010 war er in Frankfurt am Main beim Radiosender MAIN FM mit seiner Morningshow keiner kann wie Ehmann!. Ehmann machte außerdem drei TV-Spots für E.ON, bei denen Oscar-Preisträger Pepe Danquart Regie führte. In dem Musical Little Shop of Horrors spielte er mit. Als Synchronsprecher arbeitete er unter anderem für E.ON, Sat.1 und Renault, 2010 sprach er die Hauptrolle im Film Space Dogs. Bei vielen Konzerten ist er auch als Sänger in diversen Bands aufgetreten.
Ehmann hat sechs Geschwister, ist ledig und hat einen Sohn.

## Filmografie
Synchronsprecher
- 2007: Machine (Machine)
- 2010: Chain Letter (Chain Letter)
- 2010: Space Dogs (Belka i Strelka. Zvezdnye sobaki)
- 2012: Sword Art Online (Sōdo Āto Onrain, Fernsehserie)